# Pace del Mela
Pace del Mela település Olaszországban, Szicília régióban, Messina megyében. Lakosainak száma 5980 fő (2023. január 1.). Pace del Mela Condrò, San Filippo del Mela, San Pier Niceto, Gualtieri Sicaminò és Santa Lucia del Mela községekkel határos.

## Népesség
A település lakossága az elmúlt években az alábbi módon változott:
| Lakosok száma | 6246 | 6266 | 5980 |
|               | 2017 | 2018 | 2023 |